# Ádám Anavi
Ádám Anavi (n. 26 februarie 1909, Turda, Cluj, Austro-Ungaria – d. 23 februarie 2009, Timișoara, România) a fost un scriitor, poet, dramaturg și traducător maghiar din Transilvania.